# بوک
بوک (به مجاری:  Bük) یک منطقهٔ مسکونی در مجارستان است که در ناحیهٔ کوسگ واقع شده‌است. بوک ۲۰٫۸۸ کیلومتر مربع مساحت و ۳٬۵۴۴ نفر جمعیت دارد.

## خواهرخوانده
شهرهای ترگبالینت و ایلینگن (زارلاند) خواهرخوانده‌های بوک هستند.